# Harvey Sachs
Harvey Sachs (* 8. Juni 1946 in Cleveland, Ohio, Vereinigte Staaten) ist ein US-amerikanisch-kanadischer Dirigent, Musikhistoriker und Musikschriftsteller.

## Leben und Wirken
Die Eltern von Harvey Sachs waren der Bahnpostbeamte Milton William Sachs (1909–2000) und dessen Frau Bella Sachs geb. Bloom (1917–2012). Er hat eine jüngere Schwester Paula Sachs verh. Wise (* 1948). Seine musikalische Ausbildung begann er im Alter von acht Jahren am Cleveland Institute of Music und erlernte danach am Konservatorium in Oberlin Piano, Violine und Dirigieren.
Harvey Sachs heiratete im September 1967 in Cuyahoga seine erste Frau Barbara geb. Gogolick und ging in November 1967 als Kriegsdienstverweigerer („draft evader“) nach Kanada, wo er die kanadische Staatsbürgerschaft erhielt. An der Universität von Toronto besuchte er Kurse in Dirigieren bei Boyd Neel und Victor Feldbrill, war ab Ende der 1960er Jahre als Dirigent tätig und wurde 1970 mit dem Heinz-Unger-Preis der Universität von Toronto ausgezeichnet. Danach ging er nach Europa und lernte 1971 in Nizza bei Louis Fourestier und 1972 in Österreich bei Martin Turnovský. 1972 wurde er Dirigent des Peterborough Symphony Orchestra von Peterborough, Ontario.
Die 1974 von Präsident Gerald Ford erlassene Teilamnestie für „draft evader“ wurde von Harvey Sachs nicht akzeptiert, da sie nicht bedingungslos war. Deshalb kehrte er zunächst nicht in die Vereinigten Staaten zurück und ging nach Italien, wo er über dreißig Jahre lebte. Dort war er 1975 bis 1976 Pianist des Orchestra i Pomeriggi Musicali in Mailand, 1977 dirigierte er am Conservatorio Giuseppe Verdi Auszüge aus Colas et Colinette von Joseph Quesnel. In L’Aquila dirigierte er bei einem Festival kanadischer Musik ein Orchester aus London, Ontario.
Zu dieser Zeit begann er, sich vorrangig mit Musikgeschichte zu beschäftigen. Er schrieb dazu mehrere Bücher. Sein Buch Toscanini über den italienischen Dirigenten Arturo Toscanini, das 1978 in Philadelphia erschien, begründete seinen Ruf als Biograf und Musikwissenschaftler. Es wurde unter anderem ins Deutsche, Französische, Italienische, Polnische, Ungarische und ins Slowenische übersetzt. Weiter schrieb er eine Biografie über den polnischen Pianisten Artur Rubinstein und arbeitete an Biografien von Plácido Domingo und Georg Solti mit. Insgesamt erschienen seine Bücher in etwa siebzig Ausgaben in siebzehn Sprachen.
1981 war er Guggenheim Fellow. 1994 initiierte er in Loro Ciuffenna das jährlich stattfindende „Festival del Quartetto“ für Streichquartette, dessen künstlerische Leiterin 1993 Barbara Sachs wurde. In Loro Ciuffenna lebte er mit der Übersetzerin Maria Cristina geb. Reinhart zusammen, die er nach 1998 heiratete. 1999 bis 2000 war er Fellow des „Dorothy and Lewis B. Cullman Center for Scholars and Writers“ der New York Public Library und 2004 bis 2006 künstlerischer Leiter der italienischen Konzertorganisation „Società del quartetto di Milano“.
Seit 2006 lebt er wieder in den Vereinigten Staaten in New York. Ab 2009 gehörte er zum Lehrkörper des Curtis Institute of Music in Philadelphia. 2010 bis 2011 war er Fellow der National Endowment for the Humanities. und 2011 bis 2013 für zwei Saisons „Leonard Bernstein Scholar-in-Residence“ der New Yorker Philharmoniker.
In den Vereinigten Staaten, in Kanada und in Europa lehrte Harvey Sachs an mehreren Universitäten und Colleges, veröffentlichte Artikel in Tageszeitungen und Fachzeitschriften, schrieb für Hörfunk- und Fernsehmedien und hielt Vorträge an Kulturinstituten, auf Symposien und Festivals. Er hielt mehrere Vorträge für Veranstaltungen der Italian Opera Academy von Riccardo Muti, so 2015 in New York über jüdische und antifaschistische Musiker in Italien und 2019 in Tokio über Toscanini und die italienische Schule. Anlässlich des 150. Geburtstages von Arturo Toscanini kuratierte er 2017 mit Franco Pulcini im Museo Teatrale alla Scala eine Ausstellung.
Harvey Sachs hat einen Sohn und eine Tochter. Seine heutige Partnerin, die Pianistin Eve Wolf, war 2001 Gründerin und ist Executive Artistic Director des Ensemble for the Romantic Century.

## Auszeichnungen
- Ehrendoktor des Cleveland Institut of Music
- 2017: Ritter des Ordens des Sterns von Italien
- 2018: Preis für „Best Historical Research in Recorded Classical Music“ der „Association for Recorded Sound Collections“ für das Buch Toscanini. Musician of Conscience[26]

## Schriften
- Toscanini. Lippincott, Philadelphia 1978, ISBN 978-0-397-01320-3. 
  - Deutsch: Toscanini. Eine Biografie. Aus dem Amerikanischen von Hans-Horst Henschen. Piper, München 1980, ISBN 978-3-492-02517-1.
- Virtuoso. The life and art of Niccolo Paganini, Franz Liszt, Anton Rubinstein, Ignace Jan Paderewski, Fritz Kreisler, Pablo Casals, Wanda Landowska, Vladimir Horowitz, Glenn Gould. Thames & Hudson, London 1982, ISBN 978-0-500-01286-4.
- Mitarbeit an Plácido Domingo: My first Forty Years. Knopf, New York 1983, ISBN 978-0-394-52329-3.
  - Deutsch: Die Bühne – mein Leben. Aus dem Englischen von Erika Freund. Kindler, München 1983, ISBN 978-3-463-00868-4.
- Music in fascist Italy. Weidenfeld & Nicolson, London 1987, ISBN 978-0-297-79004-4.
- Arturo Toscanini from 1915 to 1946. Art in the Shadow of Politics. Homage to the Maestro on the 30th Anniversary of His Death. EDT/Musica, Turin 1987, ISBN 978-88-7063-056-5.
- Reflections on Toscanini. Robson, London 1992, ISBN 978-0-86051-804-4.
- Rubinstein. A Life. Mit einer Diskografie von Donald Manildi. Grove, New York 1995, ISBN 978-0-8021-1579-9.
  - Deutsch: Arthur Rubinstein. Die Biographie. Aus dem Amerikanischen von Michael Schmidt. Kindler, München 1997, ISBN 978-3-463-40298-7.
- (Hrsg.): Solti on Solti. A Memoir. Unter Mitarbeit von Harvey Sachs. Chatto & Windus, London 1997, ISBN 978-0-7011-6630-4.
  - Deutsch: Solti über Solti. Aus dem Englischen von Michael Schmidt und Harald Stadler. Kindler, München 1997, ISBN 978-3-463-40317-5.
- (Hrsg.): The Letters of Arturo Toscanini. University of Chicago Press, Chicago 2006, ISBN 978-0-226-73340-1.
- The Ninth. Beethoven and the world in 1824. Faber and Faber, London 2010, ISBN 978-0-571-22145-5.
- Toscanini. Musician of conscience. Liveright, New York/London 2017, ISBN 978-1-63149-271-6.